# Martine Hauwert
Martine Hauwert is een Nederlandse tv-presentatrice (RTL 4, NPO, Ziggo) die ook online- en radioprogramma's presenteert en verschillende soorten evenementen in het land. 
Hauwert presenteerde drie jaar het RTL 4-programma Mijn leven, mijn gezondheid en verzorgde Telegraaf-TV.

## Tv-programma’s
- RTL 4: Ontdek Curaçao, Mijn leven Mijn Gezondheid, Life is Beautiful, Lifestyle Xperience, Intuitie, Mijn man kan niet dansen, Lijn 4
- Telegraaf TV: Nieuwslezeres, shownieuws, financieel nieuws, reportages, rode loper-verslaggever, Telegraaf-concerten
- NPO: Reporter Gouden Radioring, gastpresentatrice bij Vermist
- Ziggo: Ladies of Soul-reportages (de weg ernaartoe en tijdens concerten achter de schermen)

## Online-programma’s
- Telegraaf TV: Dagelijks nieuws, shownieuws & reportages
- Viervoeters: Docu's Onze helden (in Roemenië)
- Stichting Kinderhulp (slaapkamer make-overs)
- KWF Samenloop voor hoop
- Horeca Journaal, Jongeren talkshow, RTV NH reportages, Heijmans reportages, Vier Voeters Doggy Marathon

## Evenementen
- WNF
- KWF
- Ondernemersgala's
- Margriet Winterfair
- Gezondheidsbeurs
- Huishoudbeurs hoofdpodium
- 100%NL concerten
- Festival Share a perfect day

## Radio/podcast
Presentatrice bij New Business Radio

## Creatief directeur
Ontdek Curaçao (RTL 4), Viervoetersreportages in Roemenië en meerdere video’s al dan niet online